# Claudio Canti
Claudio Canti (San Marino, 24 gennaio 1969) è un ex calciatore sammarinese, difensore della Nazionale Sammarinese.

## Carriera

### Club
Dal 1995 al 2003 ha giocato per Folgore/Falciano e Juvenes/Dogana.

### Nazionale
Con la maglia del San Marino ha giocato dal 1991 al 1995 22 partite.